# Eurytoma turkezia
Eurytoma turkezia is een vliesvleugelig insect uit de familie Eurytomidae. De wetenschappelijke naam is voor het eerst geldig gepubliceerd in 2003 door Zerova & Cam.